# Étoile-sur-Rhône

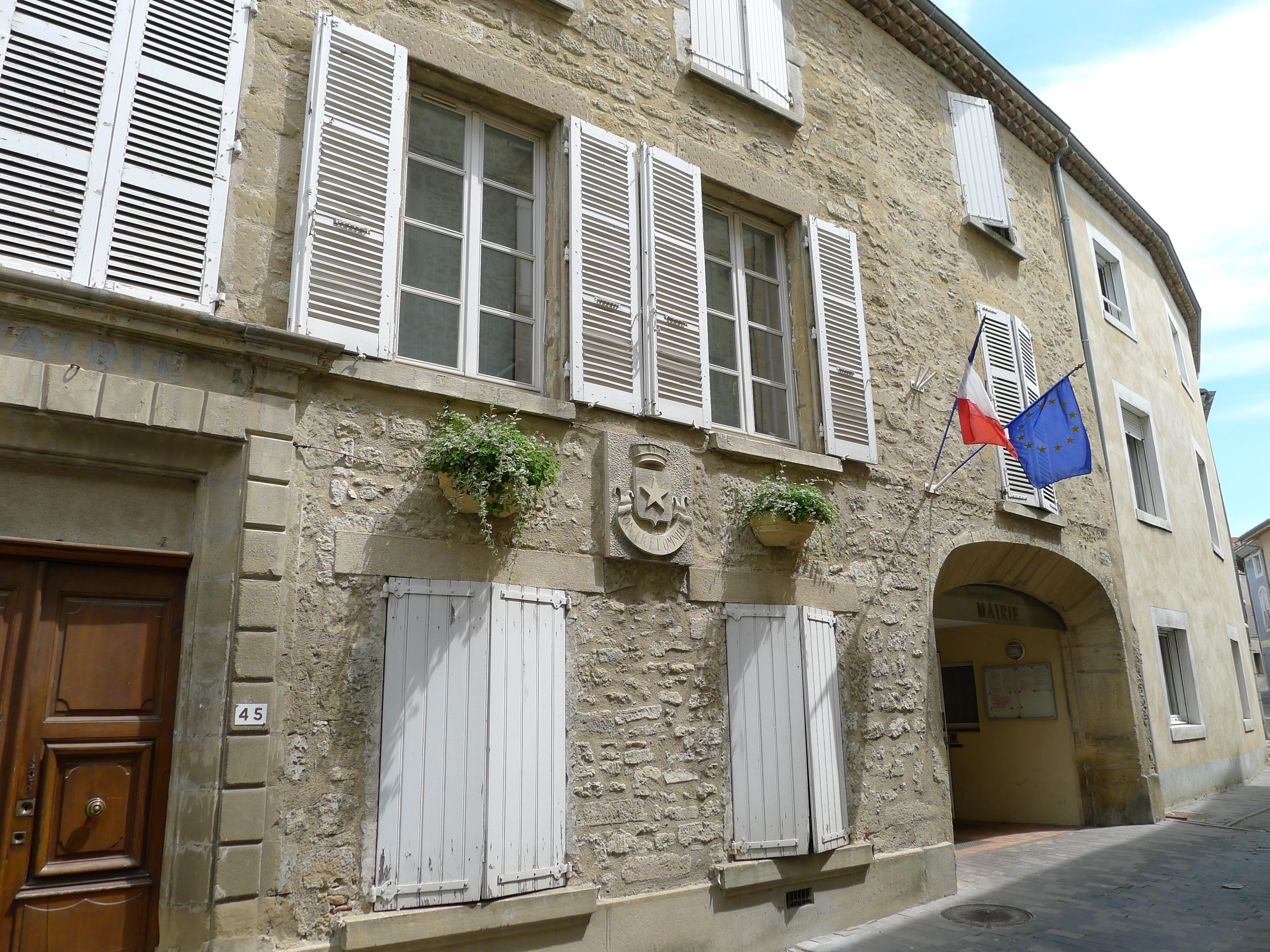
Ratusz w Étoile-sur-Rhône, 2011

Étoile-sur-Rhône – miejscowość i gmina we Francji, w regionie Owernia-Rodan-Alpy, w departamencie Drôme.
Według danych na rok 1990 gminę zamieszkiwały 3504 osoby, a gęstość zaludnienia wynosiła 82 osoby/km² (wśród 2880 gmin regionu Rodan-Alpy Étoile-sur-Rhône plasuje się na 254. miejscu pod względem liczby ludności, natomiast pod względem powierzchni na miejscu 97.).